# فيلي جونز (لاعب كرة قاعدة)
فيلي جونز (بالإنجليزية: Willie Jones)‏ هو لاعب كرة قاعدة أمريكي، ولد في 16 أغسطس 1925 في ديلون في الولايات المتحدة، وتوفي في 18 أكتوبر 1983 في سينسيناتي في الولايات المتحدة بسبب سرطان.

## وصلات خارجية
- ويلي جونز على موقع دوري كرة القاعدة الرئيسي (الإنجليزية)
- ويلي جونز على موقعبيزبول رفرنس.كوم (الدوري الرئيسي) (الإنجليزية)
- ويلي جونز على موقعبيزبول رفرنس.كوم (الدوري الثانوي) (الإنجليزية)
- ويلي جونز على موقع إي إس بي إن.كوم (أم.أل.بي) (الإنجليزية)
- ويلي جونز على موقع مشجعي الرسوم البيانية (الإنجليزية)